# Entodon argyreus
Entodon argyreus là một loài Rêu trong họ Entodontaceae. Loài này được (Besch.) Besch. mô tả khoa học đầu tiên năm 1900.